# Voetmuis
Een voetmuis of voetenmuis is een computermuis die met de voeten bediend wordt.
Door middel van kantelen, draaien of schuiven kan de cursor op het scherm verplaatst worden, en kunnen muisknoppen bediend worden, net zoals met een gewone muis. Sommige voetmuizen gebruiken één voet, terwijl bij andere twee voeten nodig zijn. De eenvoudigste vorm is de muis die aan een slipper is vastgemaakt waarmee geschoven kan worden. De meer uitgebreide voetmuis heeft twee pedalen waar de voeten op geplaatst worden.
Omdat er een nauwkeurige constructie nodig is om de muis precies te plaatsen, kunnen sommige voetmuizen niet meteen de positie van de cursor bepalen, maar wordt met de stand van de voeten de cursor sneller of langzamer in een bepaalde richting verplaatst. Daarmee kan de cursor op het scherm nauwkeurig gepositioneerd worden, en hoeft de constructie van de voetmuis niet heel nauwkeurig te zijn. Het werkt echter wel langzamer.
Sommige fabrikanten noemen een voetschakelaar met alleen een paar schakelaars ook een voetmuis, maar daarmee kunnen alleen de knoppen van de muis bediend worden.

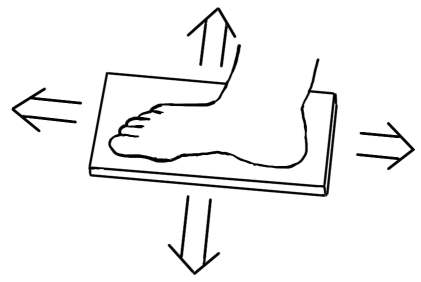
Een voetmuis die in vier richtingen kan schuiven.
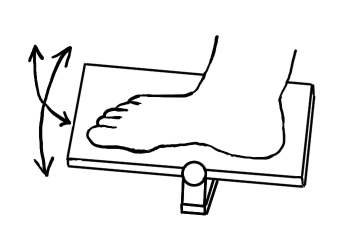
Een voetmuis die kan kantelen en draaien.